# Kjellbergska gymnasiet
Kjellbergska gymnasiet var namnet på den gymnasieskola som 1966 efterträdde Högre allmänna läroverket för flickor i Göteborg och kom att vara helt avvecklad 1972.

## Historia

### Flickläroverket
Skolan bildades 1929 som Högre allmänna läroverket för flickor i Göteborg. Den var en av de fem första som bildades snart efter riksdagens beslut om den nya skolformen statligt flickläroverk; de övriga tillkom i Stockholm (på Norrmalm resp. Södermalm), Malmö och Helsingborg. Under de första åren använde Flickläroverket i Göteborg fem olika skollokaler i avvaktan på ett nybygge.
Skolbyggnaden tillkom 14 november 1935, med R.O. Swensson som arkitekt. Efter utbyggnad och renovering flyttade 1992 Musikhögskolan och dåvarande Scenskolan in i huset Artisten. Idag ingår båda dessa skolor i Högskolan för scen och musik, Konstnärliga fakulteten vid Göteborgs universitet.

### Kjellbergska gymnasiet
Skolan kommunaliserades 1966 och övergick i Kjellbergska gymnasiet
Vid sitt sammanträde den 3 mars 1970 beslöt Göteborgs allmänna skolstyrelse enhälligt att Kjellbergska gymnasiet skulle avvecklas med början höstterminen 1970. Totalt 84 elever gick kvar på gymnasiet året 1971 ut. Fackskolan hade börjat sin verksamhet 1966 med 74 elever. Studentexamen gavs från 1932 till 1968 och realexamen från 1933 till 1966.

## Vuxengymnasiet
Kjellbergska vuxengymnasiet startade sin verksamhet hösttermin 1970 under namnet Vuxengymnasiet och delade lokal med Kjellbergska gymnasiet, som höll på att avvecklas. De första åren delade skolan administration med vuxengymnasiet (senare kallat Vasa vuxengymnasium) på Erik Dahlbergsgatan. Skolorna delades helt från varandra vårterminen 1974 och Vuxengymnasiet blev en egen enhet. Vuxengymnasiet bytte namn höstterminen 1977 och övertog det gamla namnet på byggnaden och blev Kjellbergska vuxengymnasiet. Höstterminen 1988 slogs Kjellbergska vuxengymnasiet samman med Västra vuxengymnasiet och blev Majornas vuxengymnasium, som så småningom fick gemensamma lokaler i Majorna.